# Изернија
Изернија (итал. Isernia) град је у јужној Италији. Град је средиште истоименог округа Изернија у оквиру италијанске покрајине Молизе.

## Природне одлике
Град Изернија налази се у јужном делу Италије, на 110 км северно од Напуља. Град се налази на знатној надморској висни (преко 400 м н. в.) у средишњем делу Апенина (област Самнитских Апенина). Град је постављен на брегу изнад долине две речине: Карпина и Сорда.

## Географија
| Клима (Изернија)         | Клима (Изернија) | Клима (Изернија) | Клима (Изернија) | Клима (Изернија) | Клима (Изернија) | Клима (Изернија) | Клима (Изернија) | Клима (Изернија) | Клима (Изернија) | Клима (Изернија) | Клима (Изернија) | Клима (Изернија) | Клима (Изернија) |
| Показатељ \ Месец        | .Јан.            | .Феб.            | .Мар.            | .Апр.            | .Мај.            | .Јун.            | .Јул.            | .Авг.            | .Сеп.            | .Окт.            | .Нов.            | .Дец.            | .Год.            |
| ------------------------ | ---------------- | ---------------- | ---------------- | ---------------- | ---------------- | ---------------- | ---------------- | ---------------- | ---------------- | ---------------- | ---------------- | ---------------- | ---------------- |
| Средњи максимум, °C (°F) | 9,6 (49,3)       | 10,5 (50,9)      | 13,1 (55,6)      | 16,7 (62,1)      | 21,4 (70,5)      | 26,0 (78,8)      | 29,1 (84,4)      | 29,8 (85,6)      | 25,4 (77,7)      | 18,7 (65,7)      | 13,5 (56,3)      | 11,4 (52,5)      | 29,8 (85,6)      |
| Средњи минимум, °C (°F)  | 2,2 (36)         | 2,6 (36,7)       | 4,8 (40,6)       | 7,6 (45,7)       | 11,0 (51,8)      | 14,5 (58,1)      | 17,0 (62,6)      | 17,1 (62,8)      | 14,8 (58,6)      | 9,9 (49,8)       | 6,3 (43,3)       | 4,5 (40,1)       | 2,2 (36)         |
| [ тражи се извор ]       |                  |                  |                  |                  |                  |                  |                  |                  |                  |                  |                  |                  |                  |

## Становништво
Према резултатима пописа становништва 2011. у општини је живело 22.025 становника.
| 1931.  | 1936.  | 1951.  | 1961.  | 1971.  | 1981.  | 1991.  | 2001.  | 2011.  |
| ------ | ------ | ------ | ------ | ------ | ------ | ------ | ------ | ------ |
| 10.158 | 10.431 | 11.133 | 12.781 | 15.696 | 20.145 | 20.933 | 21.152 | 22.025 |

Изернија данас има око 22.000 становника, махом Италијана. Последњих деценија број становника у граду расте.

## Партнерски градови
- Douz

## Галерија
- Катедрала св. Петра
- Звоник Цркве св. Петра
- Стара чесма - симбол града